# HeyBloブログ検索エンジン
HeyBloブログ検索エンジン（HeyBloブログけんさくエンジン）は、GoldBurgが運営する日本語・英語のブログ検索エンジン。
記事の収集は更新Pingの受信による。またRSSフィードを直接サイト上から登録することも可能である。